# Shangri-La Hotel Toronto
 (mai 2023).
Le Shangri-La Hotel Toronto est un gratte-ciel hôtelier de 214 mètres construit en 2012 à Toronto au Canada. 